# Eric Hobsbawm
Eric John Hobsbawm (n. 9 iunie 1917, Alexandria, Egipt – d. 1 octombrie 2012, Londra, Anglia, Regatul Unit) a fost un istoric britanic specializat în marxism, în istoria secolului al XIX-lea și concepte precum capitalism industrial, socialism și naționalism.
Distins specialist al istoriei secolului al XIX-lea, Hobsbawm și-a câștigat notorietatea mondială în special datorită trilogiei consacrate „lungului secol al XIX-lea” (de la Revoluția franceză la Primul Război Mondial; formula și conceptul de „secol lung”, astăzi folosite frecvent în discursul istoric de pe toate meridianele, au fost introduse de Hobsbawm prin această trilogie),
- The Age of Revolution: Europe 1789-1848 (în română, Era/Epoca revoluției, Europa 1789-1848),
- The Age of Capital: 1848-1875 (în română, Era/Epoca capitalului, 1848-1875) și
- The Age of Empire: 1875-1914 (în română, Era/Epoca imperiului, 1875-1914).

Intelectual implicat politic, Hobsbawm a aderat în 1936 la Partidul comunist al Marii Britanii și a colaborat la revista Marxism Today până în 1991. Nucleul central al cercetărilor lui Hobsbawm este constituit de probleme precum națiunea și naționalismul în Europa secolelor XIX și XX, precum și inventarea tradițiilor de către națiuni.  

## Biografie
Născut la Alexandria din părinți evrei, Hobsbawm a crescut la Viena (1920), apoi la Berlin (1931-1933) unde familia sa a trăit primele persecuții antisemite. S-a mutat la Londra în 1933 și a studiat la St. Marylebone Grammar School și la King's College din Cambridge, unde a obținut doctoratul în Istorie. În 1936 a aderat la partidul comunist englez. A predat istoria la Birkbeck College al universității din Londra începând cu 1947. În 1976 a devenit membru al British Academy. În anii '80 a colaborat la revista Marxism Today și a susținut proiectele de modernizare ale Labour Party al lui Neil Kinnock.

## Angajament politic
Eric Hobsbawm a aderat la un grup de tineri socialiști în 1931 și la partidul comunist în 1936. A fost membru al Grupului de Istorici ai Partidului Comunist din 1946 până în 1956. Invadarea Ungariei de către sovietici în 1956 marchează sfârșitul acestui grup și îi determină pe majoritatea membrilor să părăsească partidul comunist britanic. Hobsbawm este singurul care rămâne în partid, ajungând să justifice în epocă, „cu inima grea”, intervenția sovietică. Revenind în 2007 asupra acestei perioade, istoricul spune că nu își făcea iluzii în privința regimului sovietic, dar că se simțea legat ca printr-un cordon ombilical de speranța unei revoluții mondiale.

## Munca de cercetare
Eric Hobsbawm s-a ocupat de diverse subiecte de-a lungul carierei de istoric. Lucrând în perspectivă marxistă, a făcut o analiză precisă a „revoluției duale” (adică a simultaneității revoluției politice în Franța și economice în Anglia) și a efectelor acestor evenimente istorice asupra tendințelor predominante care conduc la actualul capitalism liberal. 
Eric Hobsbawm a fost interesat de asemenea de problema banditismului, pe care îl prezintă ca pe un fenomen dependent de contextul social și istoric. El se opune astfel credinței conform căreia nelegiuiții apar în societate în mod spontan și imprevizibil. În sfârșit, Hobsbawm a publicat numeroase eseuri pe subiecte mergând de la barbaria modernă la problemele mișcărilor muncitorești, trecând prin eternul conflict dintre anarhism și comunism.
În afara scrierilor de istorie, Hobsbawm a scris despre jazz, mai întâi în New Statesman sub pseudonimul Francis Newton – ales ca omagiu unui trompetist care o acompania pe Billie Holiday – apoi în câteva eeuri.

## Receptarea operei

### Laude
Eric Hobsbawm a fost descris în 2002 de către istoricul David Caute ca „probabil cel mai mare istoric în viață - nu numai în Regatul Unit, ci în lume”. James Joll a scris în 2003 în The New York Review of Books că „trilogia lui Eric Hobsbawm pe secolul XIX este una dintre cele mai mari opere de istorie din ultimele decenii”. Tony Judt, director al Erich Maria Remarque Institute al New York University estimează că „Hobsbawm nu posedă doar mai multe cunoștințe decât alți istorici, ci și scrie mai bine decât ei”.
În 2003 a primit Premiul Balzan pentru istorie europeană de la 1900 în special „pentru strălucita sa analiză a dureroasei istorii a Europei secolului XX și pentru abilitatea sa de a împleti profunzimea analizelor istorice cu un mare talent literar”.

### Critici
Susținerea acordată de Eric Hobsbawm regimurilor comuniste, inclusiv după zdrobirea insurecției de la Budapesta și a Primăverii de la Praga, a suscitat numeroase critici. Oliver Kamm, editorialist la The Times, consideră că Hobsbawm nu a pierdut nici măcar o ocazie de a justifica ideologia staliniană și de a ascunde realitatea regimurilor comuniste. Tot în Times, jurnalistul Michael Gove îl califică de apologet al totalitarismului.
Universitarul american Bradford DeLong,  criticând The Age of Extremes, consideră că viziunea cărții este deformată de angajamentul marxist al autorului: „Pe planeta Hobsbawm, căderea Uniunii Sovietice a fost un dezastru, iar revoluțiile de la 1989 înfrângeri pentru umanitate. Pe planeta Hobsbawm, Stalin năzuia la democrație, multipartidism și la economie mixtă în Europa de est, și nu a revenit asupra ideii decât după ce Statele Unite au declanșat Războiul rece. Stéphane Courtois critică și el parti pris-ul ideologic din The Age of Extremes.

## Listă parțială de publicații
| Carte                                                                                        | Data primei apariții | Editura                                  | ISBN               | Note                                                                                           | online                                                                                 |
| -------------------------------------------------------------------------------------------- | -------------------- | ---------------------------------------- | ------------------ | ---------------------------------------------------------------------------------------------- | -------------------------------------------------------------------------------------- |
| Labour's Turning Point: Extracts from Contemporary Sources                                   | 1948                 | Lawrence & Wishart                       | ISBN 0-9017-5965-1 |                                                                                                |                                                                                        |
| Primitive Rebels: Studies in Archaic Forms of Social Movement in the 19th and 20th Centuries | 1959, 1963, 1971     | Manchester University Press              | ISBN 0-7190-0493-4 | in the US: Social Bandits and Primitive Rebels, Free Press, 1960                               | [ 28 ] [ 29 ]                                                                          |
| The Age of Revolution: Europe 1789-1848                                                      | 1962                 | Abacus (UK) Vintage Books (U.S.)         | ISBN 0-679-77253-7 |                                                                                                |                                                                                        |
| Labouring Men: studies in the history of labour                                              | 1964                 | Weidenfeld & Nicolson                    | ISBN 0-2977-6402-0 |                                                                                                | [ 29 ]                                                                                 |
| Pre-Capitalist Economic Formations                                                           | 1965                 | Lawrence & Wishart                       | ISBN 0-7178-0165-9 | editor; essays by Karl Marx                                                                    |                                                                                        |
| Industry and Empire: From 1750 to the Present Day                                            | 1968                 | Pelican                                  | ISBN 0-1401-3749-1 |                                                                                                |                                                                                        |
| Bandits                                                                                      | 1969                 | Weidenfeld & Nicolson                    | ISBN 0-3947-4850-6 |                                                                                                | Les Bandits Arhivat în 8 octombrie 2011, la Wayback Machine., carte online în franceză |
| Captain Swing                                                                                | 1969                 | Lawrence & Wishart                       | ISBN 0-8531-5175-X | with George Rudé                                                                               |                                                                                        |
| Revolutionaries: Contemporary Essays                                                         | 1973                 | Weidenfeld & Nicolson                    | ISBN 0-2977-6549-3 |                                                                                                |                                                                                        |
| The Age of Capital: 1848-1875                                                                | 1975                 | Weidenfeld & Nicolson                    | ISBN 0-2977-6992-8 |                                                                                                | [ 29 ]                                                                                 |
| Italian Road to Socialism: An Interview by Eric Hobsbawm with Giorgio Napolitano             | 1977                 | Lawrence Hill and Co                     | ISBN 0-8820-8082-2 |                                                                                                |                                                                                        |
| The History of Marxism: Marxism in Marx's day, Vol. 1                                        | 1982                 | Harvester Press                          | ISBN 0-2533-2812-8 | editor                                                                                         |                                                                                        |
| The Invention of Tradition                                                                   | 1983                 | Cambridge University Press               | ISBN 0-521-43773-3 | editor, with Terence Ranger                                                                    | [ 29 ]                                                                                 |
| Worlds of Labour: further studies in the history of labour                                   | 1984                 | Weidenfeld & Nicolson                    | ISBN 0-2977-8509-5 | in the US as Workers: Worlds of Labor, Pantheon, 1984                                          | [ 29 ]                                                                                 |
| The Age of Empire: 1875-1914                                                                 | 1987                 | Weidenfeld & Nicolson (First Edition)    | ISBN 0-521-43773-3 |                                                                                                | [ 29 ]                                                                                 |
| Politics for a Rational Left: political writing, 1977-1988                                   | 1989                 | Verso                                    | ISBN 0-8609-1958-7 |                                                                                                |                                                                                        |
| The Jazz Scene                                                                               | 1989                 | Weidenfeld & Nicolson                    | ISBN 0-2977-9568-6 | as Francis Newton                                                                              |                                                                                        |
| Echoes of the Marseillaise: two centuries look back on the French Revolution                 | 1990                 | Verso                                    | ISBN 0-8609-1937-4 |                                                                                                |                                                                                        |
| Nations and Nationalism Since 1780: programme, myth, reality                                 | 1991                 | Cambridge University Press               | ISBN 0-521-43961-2 |                                                                                                | [ 29 ]                                                                                 |
| The Age of Extremes: the short twentieth century, 1914-1991                                  | 1994                 | Michael Joseph (UK) Vintage Books (U.S.) | ISBN 0-679-73005-2 | along with its three prequels: The Making of the Modern World, The Folio Society, London, 2005 |                                                                                        |
| Art and Power                                                                                | 1995                 | Hayward Gallery                          | ISBN 0-500-23719-0 | editor, with Dawn Ades, David Elliott, Boyd Whyte Iain and Tim Benton                          |                                                                                        |
| On History                                                                                   | 1997                 | Weidenfeld & Nicolson                    | ISBN 0-349-11050-6 |                                                                                                | [ 29 ]                                                                                 |
| 1968 Magnum Throughout the World                                                             | 1998                 | Hazan                                    | ISBN 2-850-25588-2 | editor, with Marc Weitzmann                                                                    |                                                                                        |
| Behind the Times: decline and fall of the twentieth-century avant-gardes                     | 1998                 | Thames and Hudson                        | ISBN 0-500-55031-X |                                                                                                |                                                                                        |
| Uncommon People: resistance, rebellion and jazz                                              | 1998                 | Weidenfeld & Nicolson                    | ISBN 0-2978-1916-X |                                                                                                |                                                                                        |
| Karl Marx and Friedrich Engels, The Communist Manifesto: a modern edition                    | 1998                 | Verso                                    | ISBN 1-859-84898-2 | editor                                                                                         |                                                                                        |
| The New Century: in Conversation with Antonio Polito                                         | 2000                 | Little, Brown                            | ISBN 0-316-85429-8 | in the US: On the Edge of the New Century, The New Press, 2001                                 |                                                                                        |
| Interesting Times: a twentieth-Century life                                                  | 2002                 | Allen Lane                               | ISBN 0-7139-9581-5 | autobiography                                                                                  |                                                                                        |
| Globalisation, Democracy and Terrorism                                                       | 2007                 | Little, Brown                            | ISBN 0-3160-2782-0 | a part of it in the US: On Empire: America, war, and global supremacy, Pantheon, 2008          |                                                                                        |
| How to Change the World: Tales of Marx and Marxism                                           | 2011                 | Little, Brown                            | ISBN 1-4087-0287-8 | Marx's "indelible mark on the century."                                                        | [ 30 ]                                                                                 |

## Anexe